# جورج ألان إنغلز
جورج ألان إنغلز (بالإنجليزية: George Alan Ingalls) هو عسكري أمريكي، ولد في 9 مارس 1946 في هانفورد في الولايات المتحدة، وتوفي في 16 أبريل 1967 في Đức Phổ ‏ في فيتنام.